# Riedelia hollandiae
Riedelia hollandiae är en enhjärtbladig växtart som beskrevs av Theodoric Valeton. Riedelia hollandiae ingår i släktet Riedelia och familjen Zingiberaceae. Inga underarter finns listade i Catalogue of Life.